# Kurt Student
Kurt Arthur Benno Student (ur. 12 maja 1890 w Birkholz, Królestwo Prus, Cesarstwo Niemieckie, zm. 1 lipca 1978 w Lemgo, RFN) – niemiecki wojskowy i lotnik, generał pułkownik, as myśliwski I wojny światowej z sześcioma zwycięstwami, w III Rzeszy dowódca Fallschirmjäger i 1 Armii Spadochronowej znany z przeprowadzenia desantu na Kretę, zbrodniarz wojenny skazany po wojnie na pięć lat więzienia i prezes Związku Niemieckich Spadochroniarzy.

## Życiorys
Kurt Student ukończył Szkołę Kadetów. W czasie I wojny światowej był pilotem myśliwskim. Zdobył tytuł asa myśliwskiego z łączną liczbą 6 zwycięstw w trzech jednostkach lotniczych: FFA 17, AOK 3 i Jagdstaffel 9. Po porażce Niemiec służył w Reichswehrze. W 1933 roku został dyrektorem w nowym Ministerstwie Transportu Lotniczego (Reichluftfahrtministerium).
1 lipca 1938 roku jako generał major otrzymał zadanie rozbudowania utworzonego w 1935 roku Batalionu Spadochronowego „Hermann Göring” w 7. Dywizję Lotniczą.
10 maja 1940 roku Kurt Student został zrzucony wraz z żołnierzami 7. Dywizji w okolicach Rotterdamu. 14 maja został ciężko ranny, kiedy spadochroniarze zostali omyłkowo ostrzelani przez straż przednią jednostki pancernej Waffen-SS.
W 1941 roku opracował plan zdobycia Krety przez wojska powietrznodesantowe. Kreta została zajęta, ale straty spadochroniarzy były tak duże, że wydano zakaz przeprowadzania dużych operacji powietrznodesantowych. Pomimo zakazu, Student za zgodą OKW i Adolfa Hitlera opracował plan desantu na Maltę, który jednak nie został zrealizowany.
W 1943 roku Kurt Student dowodził jednostkami niemieckimi we Włoszech (brał udział w operacji Eiche), a we wrześniu 1944 roku już w stopniu generała pułkownika uczestniczył w likwidacji alianckiego desantu pod Arnhem w Holandii (operacja „Market Garden”). Od 29 kwietnia 1945 roku dowodził niemieckimi wojskami broniącymi Meklemburgii.
W maju 1947 roku stanął przed brytyjskim sądem wojskowym oskarżony o zbrodnie wojenne. Został skazany na 5 lat więzienia. Po zwolnieniu w 1948 roku z powodów zdrowotnych, poświęcił się piśmiennictwu wojskowemu (współpracował między innymi ze znanym teoretykiem wojskowym Liddelem Hartem).
W roku 1952 został wybrany prezesem Związku Niemieckich Spadochroniarzy. Zmarł w 1978 roku.

### Odznaczenia (lista niepełna)
- Krzyż Rycerski Krzyża Żelaznego z Liśćmi Dębu
  - Krzyż Rycerski – 12 maja 1940
  - Liście Dębu (nr 305) – 27 września 1943
- Królewski Order Rodu Hohenzollernów – 5 czerwca 1916
- saski Order Albrechta; Krzyż Rycerski II Klasy z Mieczami – 21 czerwca 1915
- Krzyż Żelazny I klasy
  - pierwsze nadanie – 29 sierpnia 1915
  - okucie ponownego nadania (Wiederholungsspange) – 20 września 1939
- Krzyż Żelazny II klasy
  - pierwsze nadanie – 26 września 1914
  - okucie ponownego nadania (Wiederholungsspange) – 20 września 1939
- Srebrna Odznaka za Rany (1939)
- Medal za zajęcie Sudetów z okuciem Zamku Praskiego – 5 czerwca 1939
- Złota Odznaka Pilota-Obserwatora z Brylantami – 2 września 1940